# Supermoto

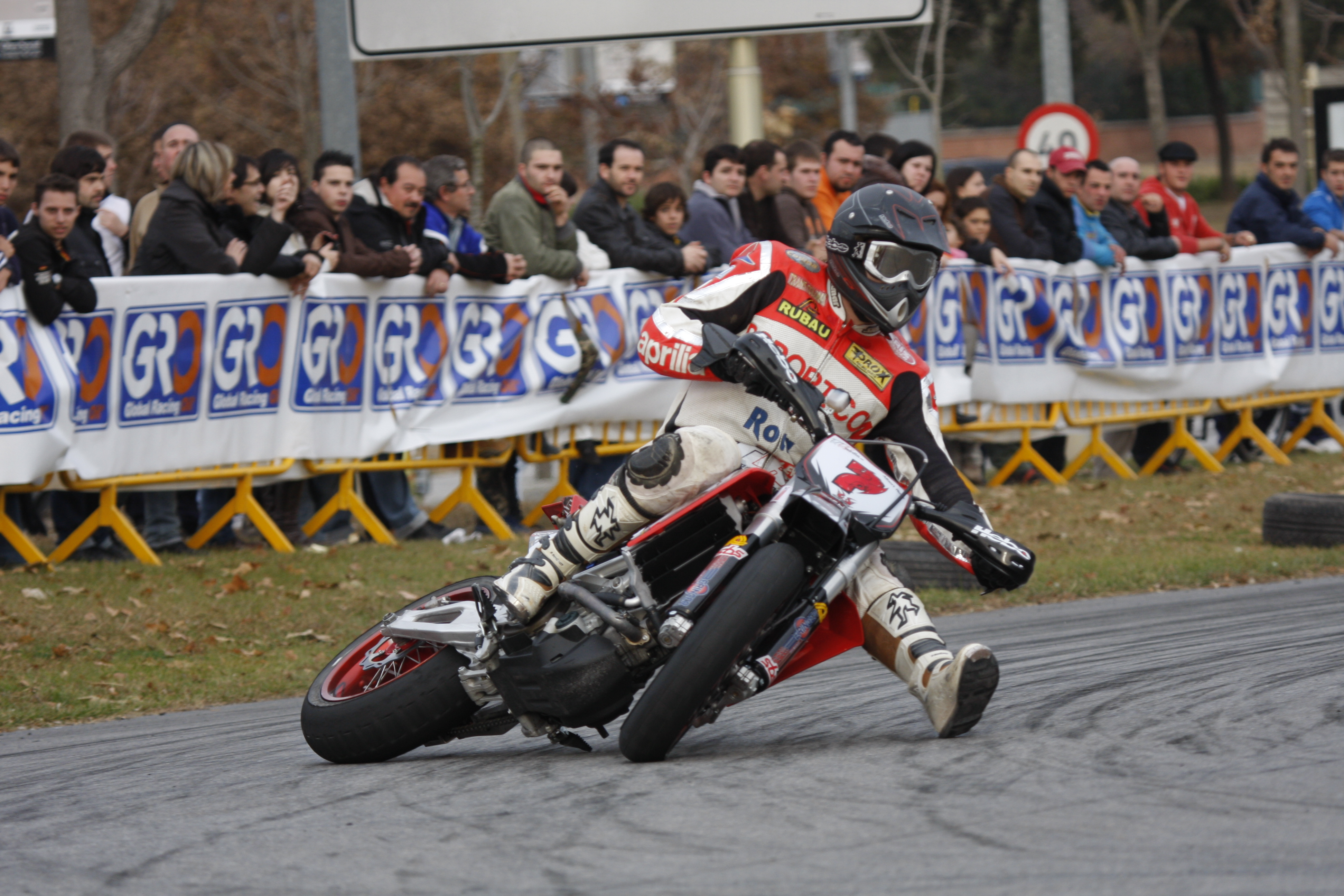
Pokonywanie zakrętu z tzw. "powerslide"

Supermoto (inne nazwy: Supermotard, SM) - rodzaj sportu motocyklowego łączący cechy wyścigów motocrossowych i drogowych, odbywających się na obu rodzajach nawierzchni na dostosowanych w tych celach torach motocyklowych i kartingowych. Jest to również nazwa klasy motocykli szosowych opartych na konstrukcji motocykli terenowych.
W Polsce odbywają się wyścigi organizowane przez Polski Związek Motorowy. Zawody są bardzo widowiskowe. Motocykle wchodzą w zakręty pod bardzo dużym kątem, a podczas rywalizacji dochodzi do upadków.
Motocykle supermoto są fabrycznie lub indywidualnie modyfikowanymi motocyklami typu Enduro lub Cross. Główna różnica polega na zastosowaniu "małych kół" o średnicy 17 cali lub 16,5 cali, z szerokimi oponami z drogowych motocykli sportowych, poprawie układu hamulcowego i zmiany ustawień zawieszeń. Strój zawodników wygląda podobnie jak w motocrossie, lecz zamiast tekstylnych ubrań jest stosowany skórzany kombinezon.

## Produkcja
Produkcja motocykli Supermoto zaczęła się we Włoszech na przełomie lat '80 i '90 od motocykli typu Dual-sport z kołami 17-calowymi. Największy udział w rozwoju motocykli Supermoto wniosły firmy KTM, Husqvarna, Husaberg i TM Racing, które obecnie prowadzą w wyścigach w klasyfikacji motocykli. Japońska czwórka producentów motocykli dopiero od 2005 roku wprowadziła do oferty sportowe motocykle Supermoto. Na świecie istnieje jednak masa producentów oferujących motocykle drogowe, głównie 50 cm³ i 125 cm³ które cieszą się dużą popularnością.
Producenci motocykli oferują zazwyczaj kilka wersji motocykli opartych na tej samej ramie i silniku, dostosowanych do typu użytkowania: motocross, enduro, supermoto. Fabryczne wersje supermoto wyróżniają się:
- Przednie zawieszenie: teleskopy o zwiększonej średnicy, zmienionej charakterystyce, szerszy rozstaw teleskopów w półkach pod szersze koło.
- Tylne zawieszenie: amortyzator o innej charakterystyce, poszerzony wahacz pod szersze koło.
- Przedni hamulec: zwiększona średnica tarczy hamulcowej, większy zacisk hamulcowy oraz pompka hamulcowa.
- Tylny hamulec: czasami bez zmian, lub o charakterystyce dopasowanej do jazdy po asfalcie.
- Koła: szprychowane koła z obręczami aluminiowymi o średnicy 17 cali, rzadziej koła odlewane z aluminium lub stopu magnezu o średnicy 16,5 cala.
- Silnik: zmienione przełożenia skrzyni biegów, zmieniona charakterystyka mocy silnika, odsunięcie napędu łańcuchowego dla szerszego koła.
- Wizualnie: bardziej agresywne owiewki, okleiny, dwa tłumiki itp.
- Funkcjonalnie: mocniejsze przednie światło, homologacja na jedną lub dwie osoby.

Z tego względu przy zakupie motocykla trzeba zwrócić uwagę na to czy motocykl jest fabryczną wersją supermoto czy przerobionym enduro lub crossem.